# 아빠는 꽃중년
《아빠는 꽃중년》은 대한민국의 종합편성채널 채널A에서 방영된 예능 프로그램이다

## 기획의도
- 평균 나이 59.6세! 은퇴 후 노후를 준비할 나이에 이유식을 준비하고 있는 아빠들이 모였다?! 쉰 살에 낳아 반세기 나이 차 자녀를 기르고 있는, 바로 ‘쉰둥이 아빠’들! 이번 생엔 없을 것만 같았던 ‘아빠’라는 이름을 선물해 준 꽃 같은 자녀, ‘꽃둥이’들을 위해 악기 대신 아기띠를 매고 마이크 대신 기저귀를 잡고 대본 대신 동화책을 읽게 된 남들보다 조금늙은... 아니 조금 늦은 그러나 풍만한! 꽃중년 아빠들의 인생 2회차 이야기! 육아는 2% 어설프지만, 산전수전, 세상 풍파 다 겪으며 인생 노하우만큼은 젊은 아빠 못지않게 FULL 충전! 노련미에 연륜까지 얹어진 꽃중년 아빠들! 함부로 쉴 수도 없고! 함부로 아플 수도 없고! 함부로 늙을 수도 없고 함부로 죽을 수도 없는 우리! 여러분 우리 쉰둥이 아빠들... 꽃둥이들의 손주는 볼 수 있겠죠?

## 진행자
- 김구라
- 김용건

## 출연진
- 신성우
- 신현준
- 안재욱
- 김원준
- 이지훈
- 김범수

## 결방
2024년
- 11월 14일 : 아빠는 꽃중년 스페셜 방송으로 인한 결방.